# Mandolinjern
Et mandolinjern er et køkkenredskab, der bruges til at skære madvarer i tynde skiver eller i julienne.
Oftest kan mandolinjernet indstilles til at skære mad i bestemte tykkelser, ligesom det i nogle mandolinjern er muligt at udskifte kniven og skære grøntsager i rillede skiver, f.eks. som kartoffelchips.

## Betjening
Et mandolinjern betjenes ved, at man fører et stykke madvare langs en plade med hældning (slæden), mod ét eller flere knivblade. Madvaren køres frem og tilbage på pladen, hvorved madvaren bliver skåret i skiver, hver gang den passerer henover knivbladet.
Et mandolinjern er meget skarpt, og det kræver beskyttelse eller stor forsigtighed at betjene.